# 佛蘭克·威爾卡森
佛蘭克·威爾卡森（英語：Frank Wilcoxon，1892年9月2日—1965年11月18日）是一名美國化學家和統計學家，以開發多種統計檢定而知名。

## 早年生活和教育
威爾卡森於1892年9月2日出生在愛爾蘭科克郡，他的父母都是美國人。他在紐約卡茨基爾長大，但在英國接受了部分教育。1917年，他畢業於賓夕法尼亞軍事學院，取得理學士學位。第一次世界大戰之後，他進入研究所深造，先是在羅格斯大學就讀，1921 年取得化學碩士學位，之後到康乃爾大學就讀，1924 年取得物理化學博士學位。

## 職業生涯
威爾卡森於1925年到1941年在博伊斯·湯普森研究所從事研究工作。之後，他轉到阿特拉斯火藥公司，設計並指導控制實驗室，1943 年加入美國氰氨公司。在此期間，他透過研讀羅納德·費雪於1925年出版的《研究者的統計方法》一書，對推理統計產生濃厚的興趣。他於1957年退休。

## 研究工作
威爾卡森在他的職業生涯中發表了70多篇論文。他最著名的論文包含兩種新的統計檢定，威爾卡森等級和檢定和威爾卡森符號等級檢定，至今仍以他的名字命名。它們分別是無母數司徒頓t檢定和有母數司徒頓t檢定的非參數替代方案。
他在1965年11月18日於佛羅里達州塔拉赫西逝世，享年73歲。

## 外部連結
- Brookes, E. Bruce (2001) Tales of Statisticians: Frank Wilcoxon. In Acquiring Statistics:Techniques and Concepts for Historians. (accessed 26 November 2005)
- Portraits of Statisticians Frank Wilcoxon （页面存档备份，存于）